# 菲尔·博伊德
菲尔·博伊德（英語：Phil Boyd，1876年6月5日—1967年11月16日），加拿大男子赛艇运动员。他曾代表加拿大参加1904年和1912年夏季奥林匹克运动会赛艇比赛，其中1904年奥运会获得一枚银牌。